# Volcanalia atrovaria
Volcanalia atrovaria är en insektsart som beskrevs av William Lucas Distant 1917. Volcanalia atrovaria ingår i släktet Volcanalia och familjen kilstritar.
Artens utbredningsområde är Seychellerna. Inga underarter finns listade i Catalogue of Life.